# Ratak-kæden
Ratak-kæden (marshallesisk: Ratak) er en kæde af øer som tilhører østaten Marshalløerne. Ratak betyder "solopgang". Det ligger øst for landets anden økæde, Ralik-kæden. I 1999 var den samlede befolkning på Ratakøerne 30.925.  
Atollerne og de isolerede øer i kæden er:
- Ailuk Atoll
- Arno Atoll
- Aur Atoll
- Bikar Atoll
- Bokak Atoll
- Erikub Atoll
- Jemo Island
- Knox Atoll
- Likiep Atoll
- Majuro Atoll
- Maloelap Atoll
- Mejit Island
- Mili Atoll
- Taka Atoll
- Utirik Atoll
- Wotje Atoll

Ratak-kæden udgør sammen med Gilbertøerne mod syd, som er en del af Kiribati, en sammenhængende kæde af undervandsbjerge.